# Абидаль, Эрик
Эри́к Сильве́н Абида́ль (фр. Éric Sylvain Abidal, французское произношение [eʁik abidal]; род. 11 сентября 1979, Лион) — французский футболист, левый защитник. Выступал за сборную Франции. Вице-чемпион мира (2006). Выступал за французские клубы «Лион-Дюшер», «Монако», «Лилль» и «Лион», испанскую «Барселону» и греческий «Олимпиакос». Трёхкратный чемпион Франции, четырёхкратный чемпион Испании, чемпион Греции. Также в составе «Барселоны» двукратный победитель Лиги чемпионов УЕФА. Лауреат Международной премии Джачинто Факкетти (2006).

## Клубная карьера

### «Монако»
Профессиональную карьеру начал в 2000 году в «Монако». Отыграв 2 сезона за команду крошечного княжества, Эрик не сумел проявить своих лучших качеств, как и вся команда, которая в то время не показывала ярких результатов.

### «Лилль»
В 2002 году он перешёл в «Лилль», где вскоре сумел раскрыть свой универсализм, действуя на обоих краях обороны (преимущественно на левом), а при необходимости и в центре обороны. Другими сильными качествами Абидаля были подключения к атаке, а также неуступчивость в верховых единоборствах.
Отыграв за «Лилль» два сезона защитник перебрался в доминирующий в то время во Франции «Лион». За три сезона в составе «львов» он трижды выигрывал чемпионат Франции и окончательно закрепил за собой статус одного из лучших крайних защитников в мире.

### «Барселона»
30 июня 2007 года Эрик подписал контракт с «Барселоной», трансфер француза обошёлся в € 15 млн. Абидаль сразу же стал основным игроком каталонского клуба, а в сезоне 2008/2009 помог ему выиграть первый в истории «требл», одержав победы в чемпионате и Кубке Испании, а также в Лиги чемпионов. Правда в финальном матче главного клубного европейского турнира с «Манчестер Юнайтед» Абидаль принять участие не сумел из-за удаления в полуфинальном матче.
Однако дальнейшей карьере Эрика помешали проблемы со здоровьем. В 2009 году он заболел свиным гриппом, а в марте 2011 года у него была диагностирована опухоль в печени. После проведённой операции французский защитник смог вернуться на поле 3 мая 2011 года, заменив Карлеса Пуйоля на 90-й минуте ответного матча полуфинала Лиги чемпионов с «Реалом». Болельщики «Барселоны» приветствовали выход Абидаля на поле бурной овацией. 28 мая 2011, через три недели после возвращения на поле, Абидаль провёл полный матч в финале Лиги чемпионов с тем же «Манчестер Юнайтед». После победы именно ему капитан команды Пуйоль уступил право первым поднять над головой Кубок чемпионов.
19 января 2012 года Абидаль забил гол в ворота мадридского «Реала» в матче 1/4 финала Кубка Испании. Игра на Сантьяго Бернабеу завершилась со счётом 2:1 в пользу «Барселоны». В результате клуб и игрок продлили соглашение о сотрудничестве.
Однако вскоре Абидаль был вынужден вновь приостановить занятие футболом после операции по трансплантации печени вследствие злокачественной опухоли, успешно прошедшей в апреле 2012 года. Уже после операции Эрик был удостоен звания самого полезного игрока «Барселоны» в 2012 году. 1 января 2013 года Абидаль возобновил тренировки в составе клуба. 6 апреля 2013 года Эрик вернулся на поле в матче против «Мальорки». Но главный тренер Тито Виланова и его помощники не были уверены, что французский футболист сможет восстановить свои лучшие кондиции и показывать игру, которая была присуща ему в его лучшие времена. Сам Абидаль придерживался иной точки зрения, считая, что может ещё один сезон выступать на самом высоком уровне.

### «Монако»
Став свободным агентом после завершения контракта с каталонским клубом, договорился о возвращении в «Монако», в котором начинал свою профессиональную карьеру. Представитель футболиста заявил, что Абидаль подпишет двухлетний контракт. 20 июля 2013 года Абидаль был назначен новым капитаном «монегасков» и помог команде завоевать серебряные медали чемпионата Франции.

### «Олимпиакос»
5 июля 2014 года защитник перешёл в греческий «Олимпиакос». Футболист подписал с новым клубом контракт на один год, однако провёл на поле лишь девять матчей, что не помешало ему стать чемпионом Греции. 19 декабря 2014 года Абидаль объявил о завершении игровой карьеры.

## Карьера в сборной
В составе сборной Франции Абидаль дебютировал 18 августа 2004 года. В 2006 году он отправился в составе команды на чемпионат мира в Германии, где принял участие в шести матчах команды, дошедшей в итоге до финала турнира. В финальном матче чемпионата со сборной Италии Абидаль сумел реализовать свой удар в серии пенальти, однако в итоге французы уступили в серии со счётом 3:5 и стали лишь вторыми.
В составе сборной Франции Эрик принял также участие в Евро-2008 и на чемпионате мира 2010. Оба турнира завершились для французов уже на стадии группового этапа.
На чемпионате мира 2010 года в лагере французской национальной команды произошёл конфликт между тренерским штабом и некоторыми игроками национальной команды — Николя Анелька был отчислен прямо во время чемпионата, а сборная отказалась от тренировок. По итогам слушаний федерация футбола Франции наказала многих из зачинщиков конфликта среди футболистов дисквалификациями, однако Абидаль избежал какого-либо наказания. Несмотря на это, участие в других международных турнирах он больше не принимал, а в 2014 году объявил о завершении карьеры в сборной.

## После завершения карьеры
Летом 2017 года Эрик Абидаль стал послом «Барселоны». Уже через год, 7 июня 2018 года, стало известно, что Абидаль получил должность технического секретаря в «Барселоне». До лета 2020 года работал спортивным директором «Барселоны».

## Статистика выступлений

### Клубная статистика
| Выступление      | Выступление      | Выступление      | Лига | Лига | Кубки | Кубки | Еврокубки | Еврокубки | Прочие | Прочие | Итого | Итого |
| Клуб             | Лига             | Сезон            | Игры | Голы | Игры  | Голы  | Игры      | Голы      | Игры   | Голы   | Игры  | Голы  |
| ---------------- | ---------------- | ---------------- | ---- | ---- | ----- | ----- | --------- | --------- | ------ | ------ | ----- | ----- |
| Монако           | Лига 1           | 2000/01          | 8    | 0    | 0     | 0     | 1         | 0         | 0      | 0      | 9     | 0     |
| Монако           | Лига 1           | 2001/02          | 14   | 0    | 3     | 0     | 0         | 0         | 0      | 0      | 17    | 0     |
| Монако           | Итого            | Итого            | 22   | 0    | 3     | 0     | 1         | 0         | 0      | 0      | 26    | 0     |
| Лилль            | Лига 1           | 2002/03          | 27   | 0    | 3     | 0     | 0         | 0         | 0      | 0      | 30    | 0     |
| Лилль            | Лига 1           | 2003/04          | 35   | 0    | 3     | 0     | 0         | 0         | 0      | 0      | 38    | 0     |
| Лилль            | Итого            | Итого            | 62   | 0    | 6     | 0     | 0         | 0         | 0      | 0      | 68    | 0     |
| Олимпик Лион     | Лига 1           | 2004/05          | 29   | 0    | 4     | 1     | 7         | 0         | 1      | 0      | 41    | 1     |
| Олимпик Лион     | Лига 1           | 2005/06          | 14   | 0    | 2     | 0     | 6         | 0         | 0      | 0      | 22    | 0     |
| Олимпик Лион     | Лига 1           | 2006/07          | 33   | 0    | 4     | 1     | 7         | 0         | 0      | 0      | 44    | 1     |
| Олимпик Лион     | Итого            | Итого            | 76   | 0    | 10    | 2     | 20        | 0         | 1      | 0      | 107   | 2     |
| Барселона        | Примера          | 2007/08          | 30   | 0    | 6     | 0     | 10        | 0         | 0      | 0      | 46    | 0     |
| Барселона        | Примера          | 2008/09          | 25   | 0    | 2     | 0     | 5         | 0         | 0      | 0      | 32    | 0     |
| Барселона        | Примера          | 2009/10          | 17   | 0    | 2     | 0     | 8         | 0         | 4      | 0      | 31    | 0     |
| Барселона        | Примера          | 2010/11          | 26   | 0    | 5     | 1     | 8         | 0         | 2      | 0      | 41    | 1     |
| Барселона        | Примера          | 2011/12          | 22   | 0    | 5     | 1     | 6         | 0         | 5      | 0      | 38    | 1     |
| Барселона        | Примера          | 2012/13          | 5    | 0    | 0     | 0     | 0         | 0         | 0      | 0      | 5     | 0     |
| Барселона        | Итого            | Итого            | 125  | 0    | 20    | 2     | 37        | 0         | 11     | 0      | 193   | 2     |
| Монако           | Лига 1           | 2013/14          | 26   | 0    | 3     | 0     | 0         | 0         | 0      | 0      | 29    | 0     |
| Монако           | Итого            | Итого            | 26   | 0    | 3     | 0     | 0         | 0         | 0      | 0      | 29    | 0     |
| Олимпиакос       | Суперлига        | 2014/15          | 9    | 0    | 0     | 0     | 6         | 0         | 0      | 0      | 15    | 0     |
| Олимпиакос       | Итого            | Итого            | 9    | 0    | 0     | 0     | 6         | 0         | 0      | 0      | 15    | 0     |
| Всего за карьеру | Всего за карьеру | Всего за карьеру | 318  | 0    | 42    | 4     | 64        | 0         | 12     | 0      | 436   | 4     |

### Международная статистика
| Сборная          | Сезон            | Товарищеские | Товарищеские | Турниры | Турниры | Всего | Всего |
| Сборная          | Сезон            | Игры         | Голы         | Игры    | Голы    | Игры  | Голы  |
| ---------------- | ---------------- | ------------ | ------------ | ------- | ------- | ----- | ----- |
| Франция          | 2004             | 0            | 0            | 1       | 0       | 1     | 0     |
| Франция          | 2005             | 1            | 0            | 2       | 0       | 3     | 0     |
| Франция          | 2006             | 1            | 0            | 14      | 0       | 15    | 0     |
| Франция          | 2007             | 2            | 0            | 10      | 0       | 12    | 0     |
| Франция          | 2008             | 0            | 0            | 9       | 0       | 9     | 0     |
| Франция          | 2009             | 0            | 0            | 5       | 0       | 5     | 0     |
| Франция          | 2010             | 0            | 0            | 6       | 0       | 6     | 0     |
| Франция          | 2011             | 1            | 0            | 8       | 0       | 9     | 0     |
| Франция          | 2012             | 0            | 0            | 1       | 0       | 1     | 0     |
| Франция          | 2013             | 2            | 0            | 3       | 0       | 5     | 0     |
| Всего за карьеру | Всего за карьеру | 7            | 0            | 59      | 0       | 66    | 0     |

## Достижения

### Командные
«Лион»
- Чемпион Франции (3): 2004/05, 2005/06, 2006/07
- Обладатель Суперкубка Франции (3): 2005, 2006, 2007

«Барселона»
- Чемпион Испании (4): 2008/09, 2009/10, 2010/11, 2012/13
- Обладатель Кубка Испании (2): 2008/09, 2011/12
- Обладатель Суперкубка Испании (3): 2009, 2010, 2011
- Победитель Лиги Чемпионов (2): 2008/09, 2010/11
- Обладатель Суперкубка УЕФА (2): 2009, 2011
- Победитель Клубного чемпионата мира (2): 2009, 2011

«Олимпиакос»
- Чемпион Греции: 2014/15

Сборная Франции
- Серебряный призёр чемпионата мира: 2006

### Личные
- Команда года по версии УЕФА: 2007
- Премия Globe Soccer Awards за выдающуюся карьеру: 2012
- Международная премия Джачинто Факкетти: 2013

## Личная жизнь
Принял ислам. C 2007 года женат на Хэйет Кебир. У пары пять детей: дочь Мелиана Абидаль (род. март 2004), дочь Канелия Абидаль (род. 3 февраля 2006), дочь Лейна Абидаль (род. 25 ноября 2009), дочь Кения Абидаль (род. 8 февраля 2016), сын Эдан Абидаль (род. 20 июля 2017).